# Angry Birds Space
Angry Birds Space — компьютерная игра для сенсорных устройств от финского разработчика Rovio. Тематика игры связана с космосом; в частности, в конструкциях присутствуют планеты, гравитационное притяжение каждой по-своему влияет на траекторию птиц после запуска. До запуска игры Rovio отправляло различные видео-анонсы новой игры.
8 марта 2012 года Angry Birds Space была представлена астронавтом NASA Доном Петтитом на борту Международной космической станции. 22 марта игра вышла на Android, iOS, Mac OS, Windows. 24 aпреля игра появилась на планшетах BlackBerry Playbook. Менее чем за три дня она успела набрать 10 млн загрузок. Когда прошла ровно неделя после старта Angry Birds Space, оказалось, что игру скачали более 20 миллионов раз. Впоследствии она стала самой быстро растущей игрой Rovio по числу скачиваний в первые дни.

## Описание

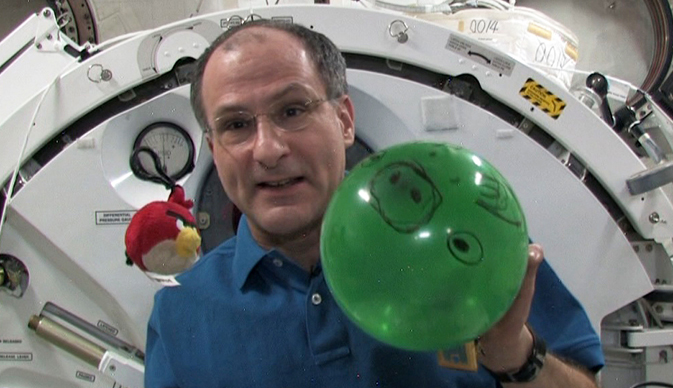
Дон Петтит демонстрирует микрогравитацию с помощью персонажа игры Angry Birds

Геймплей игры не изменился относительно предыдущих игр: необходимо стрелять птицами по спрятавшимся свиньям из рогатки. Однако и птицы, и свиньи, и рогатка находятся в космосе, на планетах с различной гравитацией и атмосферой, и все эти факторы необходимо учитывать, прибегая иногда к гравитационным манёврам. Все птицы в игре изменились в облике, появилась новая ледяная птица, но нет Матильды, Хэла, Стеллы, Тони из Angry Birds Seasons, Серебрянки из Angry Birds 2, птиц с Золотого острова из Angry Birds Stella и птиц-усилений. Также в игре присутствует могучий космический орёл, отличия которого от обычного могучего орла в облике, в том, что могучий космический орёл покупается не единожды, а как в игре Angry Birds Friends, например, 280 космоорлов стоят 8 долларов и в том, что действие космического орла является взрывом Бомбы, только более усиленной.
В игре вышло 12 эпизодов: «Свиной взрыв» (англ. Pig Bang), «Холодные закуски» (англ. Cold Cuts), «Зажарь меня на Луну» (англ. Fry Me To The Moon), «Утопия» (англ. Utopia), «Красная планета» (англ. Red Planet), «Свиной ковш» (англ. Pig Dipper), «Космические кристаллы» (англ. Cosmic Crystals), «Воздействие на клюв» (англ. Beak Impact), «Медные свиньи» (англ. Brass Hogs), «Солнечная система» (англ. Solar System), «Опасная зона» (англ. Danger Zone), «Яйцестероиды» (англ. Eggsteroids) и «Фруктово-спиральные ляпы» (англ. Froot Loops Bloopers), доступный только в США и Канаде. Золотые яйца в игре представлены в эпизоде Eggsteroids, они сделаны под стиль ретро-игр 1980-х годов. За прохождение определённой локации на три звезды в каждом уровне, открывается бонусный уровень с участием белых яиц с антенной. В сюжетных эпизодах (Danger Zone не сюжетный эпизод, а дополнение) есть боссы. В эпизоде Fry Me to the Moon на 10 уровне есть пародия на Space Needle, поскольку за день до выхода Angry Birds Space на эту башню прикрепили рогатку с красной птицей. Рогатка была натянута, и если её отпустить, то красная птица может полететь, по словам её разработчиков, в космос.

## Отзывы
| Сводный рейтинг       | Сводный рейтинг |
| Агрегатор             | Оценка          |
| --------------------- | --------------- |
| Metacritic            | 83/100          |
| Русскоязычные издания |                 |
| Издание               | Оценка          |
| Absolute Games        | 69/100          |
| PlayGround.ru         | 8,0/10          |

Игра получила в целом положительные отзывы. Metacritic дал 83/100 баллов на основе 30 отзывов. Джастин Дэвис, написавший для IGN, дал игре оценку 8.5/10, назвав ценообразование и физику разочаровывающими, но заключив, что «ни одна проблема не умаляет общего качества игры или забавного фактора». Гарри Слейтер из Pocket Gamer подумал, что игра была «такой же забавной, как и её предшественница», добавив, что у неё было «достаточно новых концепций, чтобы держать на поводке даже самых опасных поклонников».
Российский сервис Reobzor, проанализировав ряд экспертных исследований и оценок игры в русскоязычных АИ, но не проводя оригинального исследования, поставил ей интегральный балл 8,6.

## Специальные версии
- Angry Birds Space VR — аркадная игра, выпущенная эксклюзивно на шлемы виртуальной реальности в феврале 2016 года.
- Angry Birds Space Tazos — игра, выпущенная для рекламы чипсов Frito-Lay. Являлась продолжением Angry Birds Vuela Tazos, однако действие игры было перенесено в космос.
- Angry Birds Space Premium — Premium-версия Angry Birds Space. В отличие от обычной версии, в Premium изначально нет рекламы.